# Châtelus (Loara)
Châtelus – miejscowość i gmina we Francji, w regionie Owernia-Rodan-Alpy, w departamencie Loara.
Według danych na rok 2010 gminę zamieszkiwało 127 osób, a gęstość zaludnienia wynosiła 50 os./km².